# Gerd Laga
Gerd Laga (* 24. Juni 1938 in Hamburg; † 14. November 2007 ebenda) war ein deutscher Soziologe und Universitätsprofessor.

## Werdegang

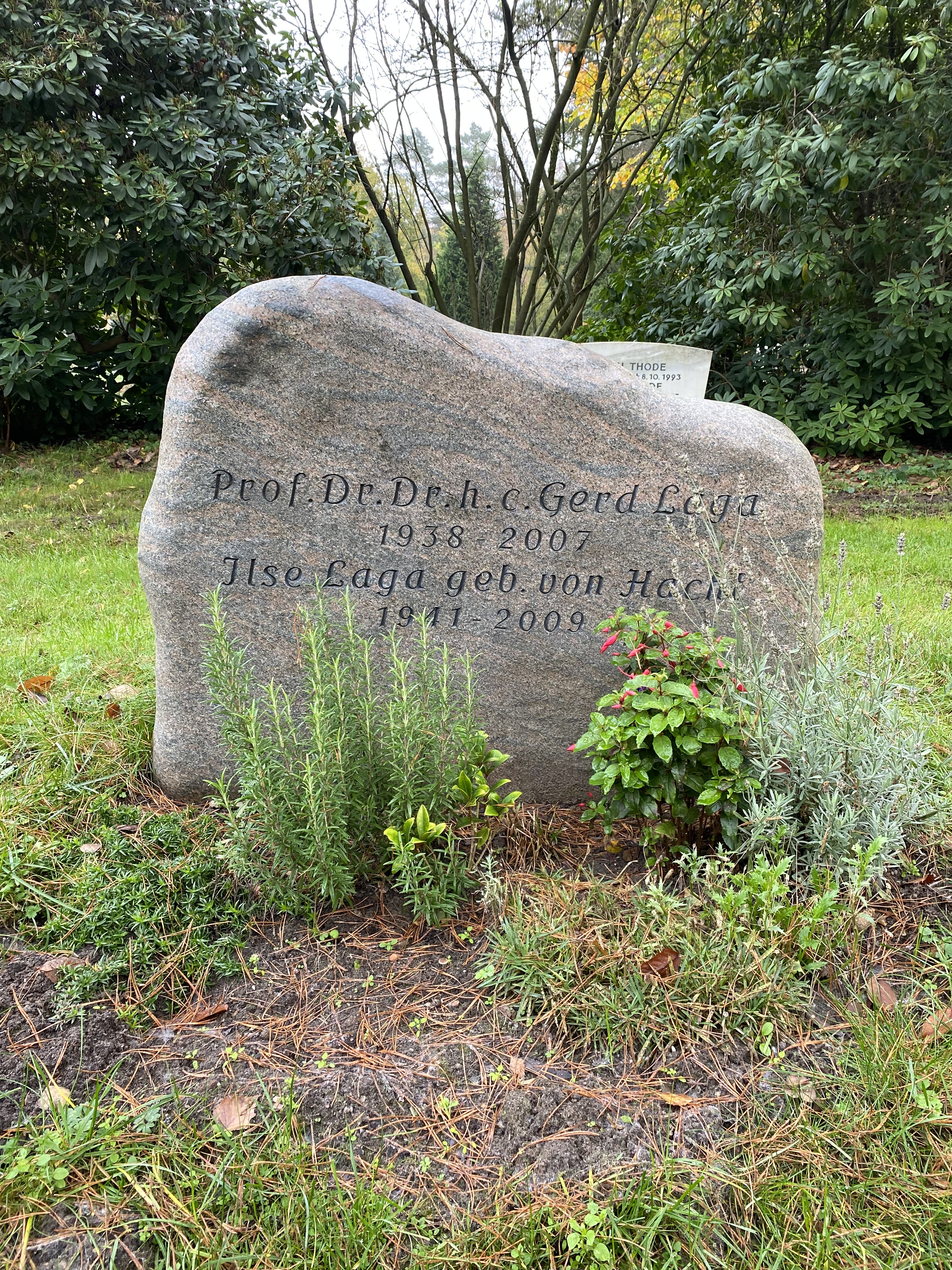
Grabstätte

Laga war zunächst Maschinenschlosser und erwarb sich auf dem Zweiten Bildungsweg die Hochschulreife. Im Jahre 1962 nahm er an der Universität Hamburg ein Studium der Soziologie, Erziehungswissenschaft, Ethnologie und Geschichte auf, das er 1971 bei Janpeter Kob  mit der Promotion zum Dr. phil. abschloss. Laga war erst wissenschaftlicher Angestellter in einem Projekt der Deutschen Forschungsgemeinschaft zur politischen Bildung der Studenten, später Assistent und Dozent an der Pädagogischen Hochschule Hannover und wurde dort 1980 auf eine Universitätsprofessur berufen.
Laga verstarb am 14. November 2007 im Krankenhaus Reinbek, St. Adolf-Stift, an Krebs. Sein Grab befindet sich auf dem Hamburger Friedhof Bergedorf.

## Forschung
Zu seinen Arbeitsgebieten gehörten neben allgemeinen Bildungsfragen Methodenprobleme der empirischen Sozialforschung. Inhaltlich ging es ihm um Fragen der politischen Sozialisation, der Vorurteilsforschung, der Behindertenproblematik, der Professionalisierung von Pflegeberufen und andere sozialpolitische Probleme, zu denen er zahlreiche Veröffentlichungen vorgelegt hat.
Im Jahre 1999 verlieh ihm die Pädagogische Universität Omsk (Russland) die  Ehrendoktorwürde.
Zu seiner Emeritierung erschien im Jahre 2003 die Festschrift "Von Weber bis Euklid", herausgegeben von Andreas Böttger.